# Riaz Pachá
Riaz Pachá (en árabe: رياض باشا‎; El Cairo, 1835-1911) fue un político egipcio, que ocupó el cargo de primer ministro de Egipto en tres ocasiones. Su primer período fue entre el 21 de septiembre de 1879 y el 10 de septiembre de 1881. Su segundo período se cumplió del 9 de junio de 1888 al 12 de mayo de 1891. Su último período fue entre el 17 de enero de 1893 y el 16 de abril de 1894.

## Biografía
Nacido alrededor de 1835, era de una familia circasiana, aunque se dice que era de origen hebreo. Poco se sabe de sus primeros años, salvo que hasta el ingreso de Ismail Pachá al jedivato de Egipto en 1863 ocupó una posición humilde. Ismail lo convirtió en uno de sus ministros. Más tarde fue vicepresidente de la comisión de investigación financiera. Entre 1878 y 1879 fue ministro del interior.
Cuando Ismail disolvió gabinete e intentó reanudar el gobierno autocrático, Riaz tuvo que huir del país. Tras la deposición de Ismail, en junio de 1879, Riaz fue enviado por los controladores británicos y franceses, y fue nombrado primer ministro bajo Tewfik Pachá. Su administración duró solo dos años, y fue derrocada por la revuelta de Ahmed Orabi.
Mal de salud se fue a Europa, permaneciendo en Ginebra hasta la caída de Orabi. Después aceptó el cargo de ministro del interior bajo Sherif Pachá. Renunció en diciembre de 1882 debido a que los británicos se opusieron a la ejecución de Orabi y sus simpatizantes. Permaneció fuera de la vida públic hasta 1888 cuando, tras el despido de Nubar Pachá, fue convocado para formar un gobierno. Trabajó en armonía con el agente británico Evelyn Baring. Sin embargo renunció en mayo de 1891, por oponerse al nombramiento de un funcionario anglo-indio como asesor judicial del jedive.
En el siguiente mes de febrero, se convirtió nuevamente en primer ministro bajo Abbas II Hilmi, contando con el apoyo de los partidarios del jedive y de los británicos. En abril de 1894, renunció por su mala salud.
En 1889 fue nombrado caballero gran cruz de honor de la Orden de San Miguel y San Jorge.